# Germaine Robin
Germaine Robin, född (uppgift saknas), Frankrike, död (uppgift saknas), var en fransk friidrottare med löpgrenar som huvudgren. Robin blev silvermedaljör vid den första Damolympiaden 1922 i Paris och var en pionjär inom damidrott.

## Biografi
Germaine Robin föddes i mellersta Frankrike, i ungdomstiden var hon aktiv friidrottare, hon tävlade i kortdistanslöpning men även i höjdhopp utan ansats och längdhopp utan ansats. Senare gick hon med i idrottsföreningen "Fémina Sport" i Paris. Hon tävlade för klubben under hela sin aktiva idrottskarriär.
Robin deltog i den första Damolympiaden 20 augusti i Paris. Under idrottsspelen vann hon silvermedalj i stafett 4x110 yards (med Lucie Prost, Germaine Robin, Yvonne De Wynne och Louise Noeppel) med 51,2 sek. Hon tävlade även i löpning 60 meter (3.e plats i kvalifikationsheaten).
1923 deltog hon i sina första franska mästerskap (Championnats de France d'Athlétisme) då hon slutade på en 5.e plats i längdhopp utan ansats vid tävlingar 15 juli i Bourges.
1924 deltog hon åter i de franska mästerskapen där hon slutade på en 4.e plats i längdhopp utan ansats, en 5.e plats i häcklöpning 83 meter och en 6.e plats i höjdhopp utan ansats vid tävlingar 14 juli på Pershingstadium i Paris. Senare drog hon sig tillbaka från tävlingslivet.